# Glorieta La Minerva
La Minerva es un monumento representativo de la ciudad de Guadalajara, en el estado de Jalisco, México. La fuente tiene como elemento central una estatua de la diosa romana Minerva (Atenea en la cultura helénica), obra del escultor Joaquín Arias. La obra se realizó durante el periodo del gobernador Agustín Yáñez, quien encargó el proyecto al arquitecto Julio de la Peña, y fue inaugurada en 1956.
Es uno de los símbolos por excelencia de la Perla Tapatía junto a la Catedral de Guadalajara, el Hospicio Cabañas, el Teatro Degollado y los Arcos de Guadalajara. Es la segunda fuente más grande de dicha ciudad después de la que se encuentra dentro del Parque Alcalde.

## Descripción
Es una fuente circular con un diámetro de 74 metros. Al centro de la misma se encuentra la estatua de la diosa Minerva (la versión romana de la diosa Atenea), que mide ocho metros de pies a cabeza. Es una figura femenina de pie con la pierna derecha ligeramente atrasada y el tronco ligeramente girado para dar la impresión de movimiento; se encuentra envuelta en una túnica de dos piezas, sin mangas, ceñida por la cintura. Sobre sus hombros y cubriendo su pecho lleva la égida; en su cabeza lleva puesto un casco de guerra con cresta de estilo romano. Sostiene en su mano una lanza larga o pica apoyada en el suelo apuntando hacia arriba, ligeramente más alta que la altura de la cresta del casco. En su mano izquierda sostiene un escudo redondo argólico en cuyo centro aparece el gorgoneion; apoyado contra el piso y entre ella y el escudo se encuentra una gruesa serpiente pitón. Está de pie casi al centro del círculo que forma la fuente sobre un pedestal casi cúbico que está flanqueado por dos largos muros ligeramente más bajos que el pedestal. En estos muros hay grabadas dos leyendas; por el lado frontal: 
- "JUSTICIA, SABIDURÍA Y FORTALEZA CUSTODIAN A ESTA LEAL CIUDAD"

y por el lado posterior:
- "A LA GLORIA DE GUADALAJARA".

En el pedestal central, donde reposa la estatua, se encuentran escritos los nombres de 18 tapatíos que, según Agustín Yáñez, contribuyeron a formar lo que hoy es Guadalajara. 
Al frente: 
- Francisco Javier Gamboa, jurisconsulto;
- Valentín Gómez Farías, patriarca de la Reforma;
- José Justo Corro, político;
- Mariano Otero, abogado y político;
- Ignacio L. Vallarta, autor de El juicio de amparo;
- Pedro Ogazón, político reformista;
- Matías de la Mota Padilla, historiador;
- Andrés Cavo, historiador y jesuita; y
- Luis Pérez Verdía, jurisconsulto e historiador.

Al otro lado:
- Fernando Calderón, abogado, poeta y político;
- José María Vigil, político y escritor;
- José López Portillo y Rojas, abogado y escritor;
- Enrique González Martínez, poeta;
- Manuel López Cotilla, educador;
- Salvador García Diego, médico;
- Pablo Gutiérrez, médico;
- Jacobo Gálvez, arquitecto y pintor; y
- Manuel Gómez Ibarra, arquitecto.

Al interior de la construcción circular del monumento hay varias fuentes de agua. A espaldas de La Minerva, cerca de la mitad de la circunferencia de la fuente se adorna con una cortina semicircular de agua que es arrojada en partículas finas o pulverizadas que sirven de fondo al conjunto. Cada uno de los muros bajos que tienen escritas las leyendas tienen un surtidor en forma de cascada por debajo de las letras. Al frente, tiene dos fuentes que surten agua en forma de flor, y alrededor hay un círculo de pasto que extiende la glorieta o rotonda hasta los 86 metros de diámetro, este se adorna de acuerdo a la temporada, y en él suele haber flores o elementos de jardinería con que se escriben frases o fechas, y últimamente se encuentra adornado con agave, que es la planta representativa de la entidad, de la cual se obtiene el tequila, bebida típica de la región.

## Ubicación
Se localiza en el cruce de las avenidas Adolfo López Mateos, Ignacio L. Vallarta, Diagonal Golfo de Cortés y Circunvalación Agustín Yáñez, a unos metros de los Arcos de Guadalajara.

## Historia
El entonces gobernador Agustín Yáñez mandó erigir un monumento conmemorativo, el proyecto quedó en manos del arquitecto Julio de la Peña.
La estatua fue colocada, trayéndola del lugar natal de escultor en tres partes e inmediatamente después de que se colocara comenzaron a hacer críticas sobre si La Minerva en realidad tenía la cara del escultor, o si estaba mal proporcionada. Con todas estas críticas se vio la necesidad de pedirle al escultor, Pedro Medina Guzmán, que hiciera unos cambios para estilizar el monumento y se viera más femenino, pero él se negó rotundamente y, demostrando a la ciudadanía que las proporciones de la estatua eran las correctas, no hizo ningún cambio a la gigantesca escultura.
Con el paso de los años, aparte de ser un icono representativo de la ciudad de Guadalajara, La Minerva se ha convertido en el punto de reunión para festejar los triunfos colectivos, ya sean políticos o deportivos, especialmente de la afición del equipo de fútbol local del Club Deportivo Guadalajara, «Las Chivas» o de la Selección Nacional de Fútbol de México así como también es punto de reunión para otros eventos públicos, tales como conciertos, exhibiciones y desde 2014 el punto de partida para el Guadalajara Pride, que utiliza dicho monumento como su estandarte. Actualmente es considerada patrimonio cultural de Jalisco.